# Rak mózgu
Rak mózgu – jest to nieprawidłowy termin mający określać nowotworowy guz mózgu. Błąd polega na tym, że określenie „rak” w medycynie jest zarezerwowane dla nowotworów złośliwych wywodzących się z komórek nabłonkowych. W mózgu takich komórek jest stosunkowo mało. W obrębie ośrodkowego układu nerwowego występuje rzadki rak splotu naczyniówkowego, wywodzący się z komórek produkujących płyn mózgowo-rdzeniowy. W mózgu mogą być również obecne przerzuty raków innych narządów (głównie raka płuc i raka piersi).